# Província de Tarma
Tarma és una de les nou províncies que conformen el Departament de Junín, sota l'administració del Govern regional de Junín, en el Perú. Limita al nord amb la província de Junín, a l'est amb la província de Chanchamayo, al sud amb la província de Jauja i a l'oest amb la província de Yauli.

## Geografia
La seva superfície abasta 2.749,16 quilòmetres quadrats. Se situa en una posició privilegiada, turística i econòmica, a mig camí entre la capital i la selva alta, i punt de convergència de diverses rutes cap a la selva central. Predomina un clima temperat i benigne durant la majoria dels mesos.

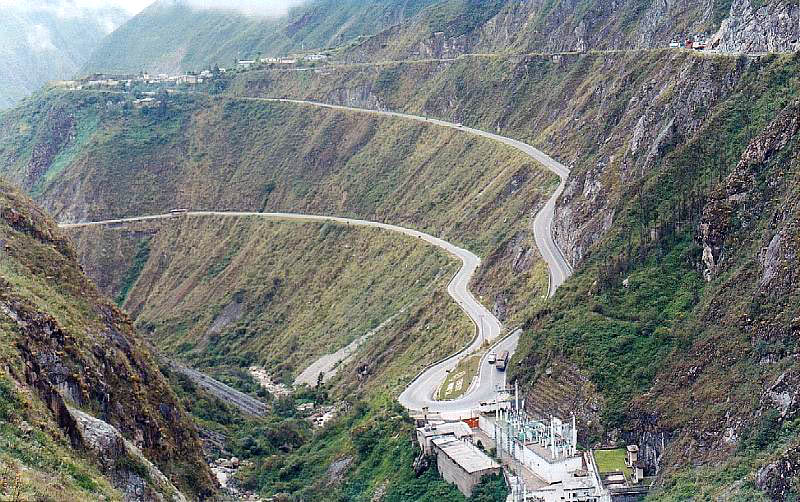
Per Carpapata a la selva.

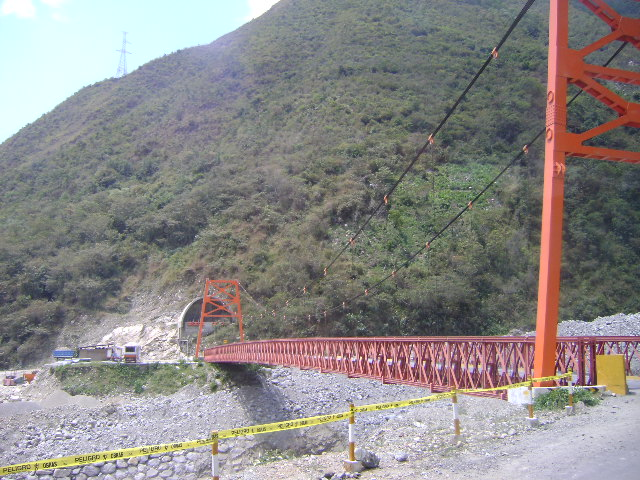
El pont Yanango en la selva.

La Província de Tarma se situa entre serra i selva andí-amazónica, estenent-se aproximadament des dels 4.000 msnm (Terra freda o Quechua) fins als 1.000 msnm (Terra calenta o Yunga). Alberga al Santuari Nacional Pampa Bella.

### Divisió política
La Província de Tarma està dividida en nou districtes:
- Tarma
- Acobamba
- Huaricolca
- Huasahuasi
- La Unión
- Palca
- Palcamayo
- San Pedro de Cajas
- Tapo

## Capital
La ciutat de Tarma és la capital de la província de Tarma. Està situada en el departament de Junín a Perú, és coneguda també com “La Perla dels Andes”, anomenada així per Antonio Raimondi, en virtut al seu clima primaveral, a l'abundància de les seves flors i a la bellesa dels seus paisatges.
Localitzada a 3 050 msnm a la vora del riu Tarma, a uns 50 km de la Oroya.
Per la seva altitud Tarma té un privilegiat clima temperat, amb sol gairebé tot l'any i un inigualable cel blau.
Tarma se situa en una posició estratègica, i és actualment una de les províncies amb majors atractius turístics,i és l'enllaç de la capital amb la selva alta, i punt de convergència de diverses rutes cap a la selva central.

## Josep d'Amat i Rocabertí
Josep d'Amat i Rocabertí fou governador de la província de Tarma. L'any 1762 va arribar a Lima acompanyant el seu oncle que prenia possessió del càrrec de Virrei. Com militar ostentar el càrrec de tinent coronel de dragons dels Reales Ejércitos de SM i després va servir com a governador d'aquesta província peruana. El 1774 tornar a Barcelona malalt de paludisme i morir el 12 de febrer de 1775. En el seu testament deixà 16.400 pesos als pobres, en especial als indis de la província de Tarma. Amb aquests diners el seu oncle va fer repartir 65.600 vares de roba entre 4.500 indis tributaris, xolos i mestissos.

## Patrimoni cultural i arqueològic
Perú pràcticament té restes arqueològiques en la majoria de les seves províncies, per aquesta raó no és estrany trobar vestigis importants de cultures pre-incaiques.
La província de Tarma té una important quantitat d'atractius arqueològics dels quals destaquen les ruïnes de Vilcasmarca, la qual cobreix una àrea de 5.000 metres quadrats dividida en quatre compartiments de dos pisos similars a cel·les de presó, envoltats de graners de dos metres de diàmetre adornat amb finestres en les façanes semicirculars.
- Ruïnes d'Ancashmarca el nom de les quals prové de dues veus quechuas que signifiquen Poble Lleuger, la seva estructura està conformada per diversos pisos i torrasses situades en el cim d'un turó i segons les recerques també s'hauria desenvolupat en aquest lloc l'home pre-ceràmic.
- Shoguemarca és una zona privilegiada a on es poden apreciar una quantitat important de centres arqueològics dels quals destaca una ciutadella inca totalment emmurallada que posseeix torrasses de tipus piramidal amb fornícules i finestres petites.
- Shaprash és un turó rocós cobert de llargues molses blanques permanents que li donen una imatge d'una muntanya amb barbes canoses.
- Cachipozo és una estructura de pedra peculiar semblant a una font, d'aquesta emana aigua salada que és aprofitada pels pobladors de la zona.
- Ruïnes de Tarmatambo en la qual es troben moltes collcas (dipòsits), sales de obraje, presons, un canal d'irrigació i un camí ral dels Inques el qual condueix de la ciutat de Cusco a Cajamarca conservat en alguns trams. On a la plaça principal es realitza cada mes de juny el "Inti Raymi" molt similar al de Cuzco.[2]
- Santuari nacional Pampa Hermosa

## Festivitats
- Setmana Santa
- Maig: Senyor de Muruhuay